# (2406) Orelskaya
(2406) Orelskaya (1966 QG; 1937 TR; 1950 VJ; 1975 GZ; 1976 US4; 1978 ES2; 1978 GE1; 1979 QL6; 1981 EJ) ist ein ungefähr sechs Kilometer großer Asteroid des inneren Hauptgürtels, der am 20. August 1966 am Krim-Observatorium (Zweigstelle Nautschnyj) auf der Halbinsel Krim (IAU-Code 095) entdeckt wurde.

## Benennung
(2406) Orelskaya wurde nach Warwara Iwanowna Orelskaja benannt, einer Mitarbeiterin am Institut für theoretische Astronomie von 1937 bis 1982.